# (30585) Firenze
(30585) Firenze est un astéroïde de la ceinture principale découvert en 2001.

## Description
(30585) Firenze a été découvert le 14 août 2001 San Marcello Pistoiese (Italie) par Andrea Boattini et Maura Tombelli.

### Caractéristiques orbitales
L'orbite de cet astéroïde est caractérisée par un demi-grand axe de 2,53 ua, un périhélie de 1,96 ua, une excentricité de 0,22 et une inclinaison de 2,72° par rapport à l'écliptique. Du fait de ces caractéristiques, à savoir un demi-grand axe compris entre 2 et 3,2 ua et un périhélie supérieur à 1,666 ua, il est classé, selon la JPL Small-Body Database, comme objet de la ceinture principale.

### Caractéristiques physiques
(30585) Firenze a une magnitude absolue (H) de 15,3 et un albédo estimé à 0,196.